# 列夫·托爾斯泰區

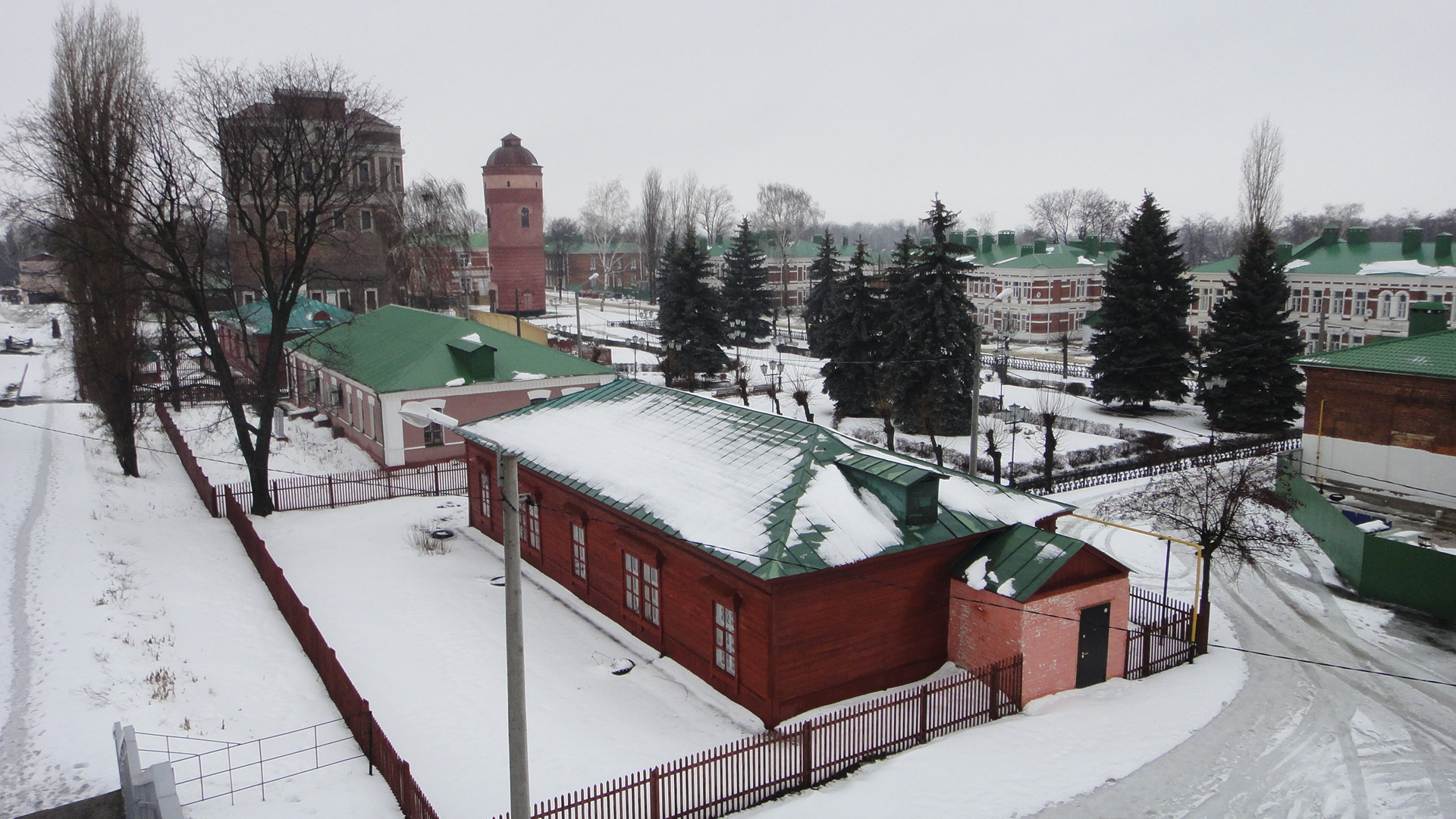

53°12′28″N 39°26′57″E / 53.20778°N 39.44917°E
列夫·托爾斯泰區（俄语：Лев-Толстовский район），是俄羅斯的一個區，位於該國西部，由利佩茨克州負責管轄，面積970平方公里，2010年人口17,141，人口密度每平方公里17.67人。该区的政府所在地为列夫·托尔斯泰镇。该区以1910年在阿斯塔波沃逝世的列夫·托爾斯泰命名。